# Boinkoubouga
Boinkoubouga est une localité située dans le département de Ziga de la province du Sanmatenga dans la région Centre-Nord au Burkina Faso.

## Histoire
Boinkoubouga regroupe administrativement la localité de Rahallé.

## Économie
L'agro-pastoralisme est l'activité principale de Boinkoubouga.

## Éducation et santé
Le centre de soins le plus proche de Boinkoubouga est le centre de santé et de promotion sociale (CSPS) de Ziga tandis que le centre hospitalier régional (CHR) se trouve à Kaya.
Le village possède école primaire publique.